# Escudo de Quilmes

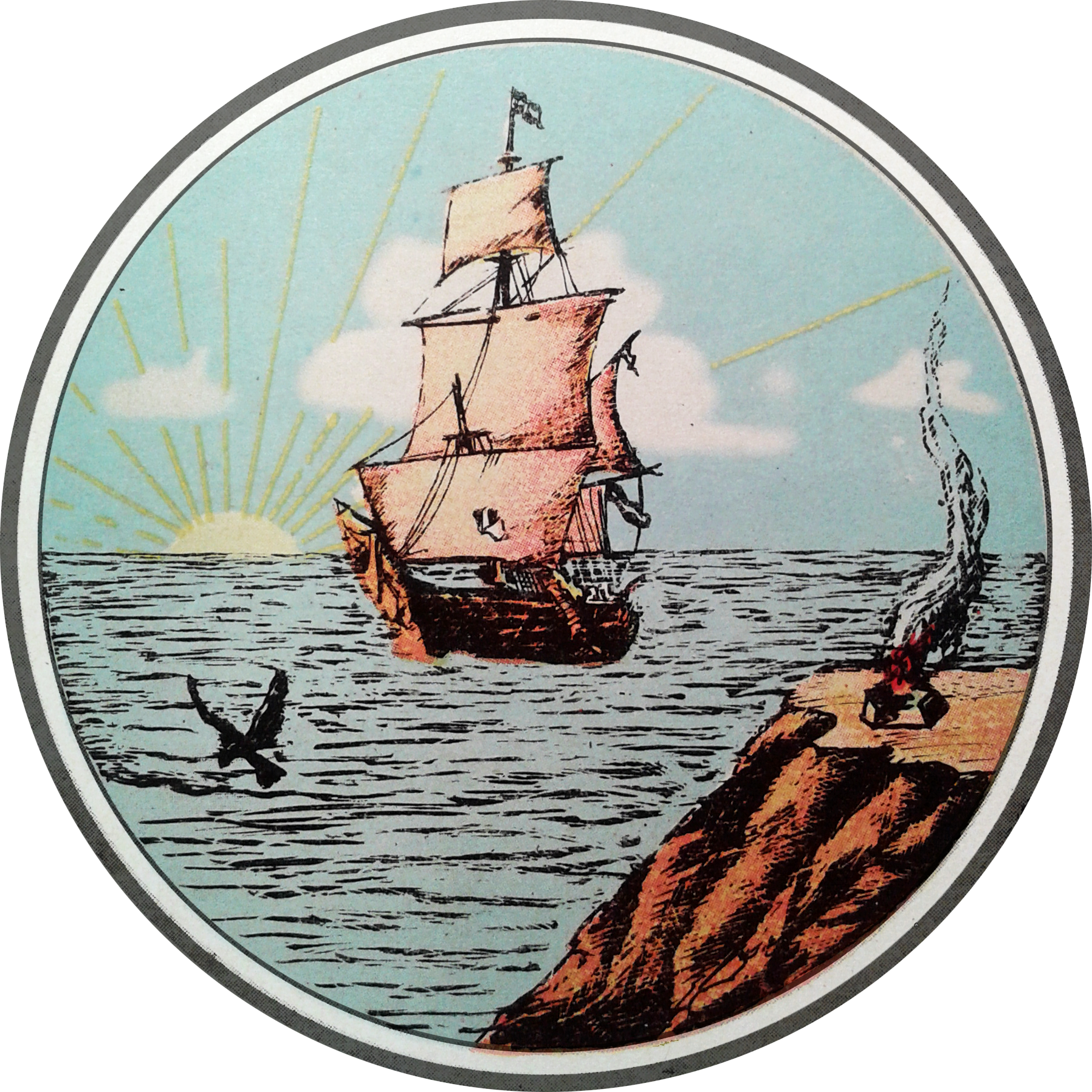
Escudo de la ciudad y partido de Quilmes.

El escudo del Partido de Quilmes es el escudo oficial que utilizan las diferentes áreas y dependencias de la Municipalidad de Quilmes.

## Historia
El antecedente más remoto del escudo de Quilmes se encuentra en la Ordenanza sancionada en la sesión del Concejo Deliberante del 23 de diciembre de 1914, que estableció: "el distintivo para el Intendente y Concejales será una medalla que tendrá en el anverso el escudo Municipal circundado por la inscripción “Municipalidad de Quilmes – República Argentina”-, y en el reverso el nombre y apellido". De este texto se deduce la preexistencia de un escudo Municipal.
A fines de 1914, la Municipalidad quiso evocar el pasado de Quilmes en un Escudo Municipal, sancionándose la correspondiente ordenanza que así lo estableció, en él que se recuerdan los orígenes lejanos, la libertad naciente del 25 de mayo de 1810 y el porvenir venturoso del antiguo poblado.

## Simbología
Más que  seguir  las reglas de la heráldica se eligió una forma muy antigua de representar las actividades históricas y su geografía.
De ahí que triunfa el sentido paisajista en el campo del escudo de armas:
- en primer término, se representa la barranca que señala las características topográficas más importantes de Quilmes
- el asa con fuego, recuerda el origen humilde y religioso de la Reducción de la Santa Cruz, base de la Ciudad actual y del partido;
- el sol naciente, la marcha hacia el progreso;
- las aves sin el vuelo simbolizan la declaración de libre al territorio de la reducción en 1812;
- la fragata 25 de Mayo conmemora las épicas campañas navales del almirante Guillermo Brown, y los combates del 30 de julio de 1826 y del 24 de febrero de 1827.

## Heráldica
Forma: circular cortado con doble filiera de sable la externa más gruesa.
Trae en el cuartel superior sobre tapiz de azur celeste aclarado de plata en el flanco diestro un sol naciente de oro aclarado de plata con once rayos rectos delgados de plata que llegan a los bordes del blasón y a siniestra un ave de plata volando.
Trae en el cuartel inferior sobre tapiz de azur celeste aclarado de plata a diestra un ave volando de sable, en el centro un bergantín de sable con dos palos y seis velas desplegadas de oro y gules navegando a la diestra invadiendo el cuartel superior y en el cantón siniestro de la punta un acantilado de su color aclarado de oro y gules su cima de oro con un asa de gules y columna de humo de sable.